# بورشه 917
بورشه 917 هي سيارة سباق من إنتاج شركة بورشه الألمانية، والتي جرى تقديمها وعرضها أول مرة للجمهور في معرض جنيف للسيارات سنة 1969.
فازت هذه السيارة في سباق لو مان 24 ساعة لعامين متتاليين في سنتي 1970 و1971.
في سنة 2009 احتفت شركة بورشه بمرور 40 سنة على تصميم هذه السيارة في مهرجان غودوود للسرعة.